# Emile Stiebel

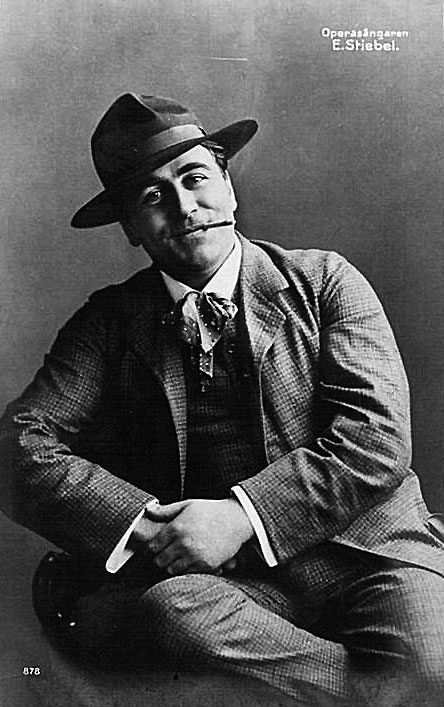
Emile Stiebel, 1910.

Emile Stiebel, (ursprungligen Emil) född 29 januari 1876 i Jakobs församling i Stockholm, död 15 juli 1950 i Klippan, var en svensk operasångare (baryton) och skådespelare.

## Biografi
Emile Stiebel var son till grosshandlaren Jacob Stiebel. Han praktiserade först som affärsman men lämnade snart yrket och reste på 1890-talet i landsorten med Emil Lindens operasällskap varpå följde ett tillfälligt engagemang vid Svenska teatern, Stockholm 1900. Efter sångstudier för Gillis Bratt och John Forsell debuterade han med framgång 1902 som Leporello i Don Juan på Kungliga Teatern och spelade under 1902 och 1903 där även Figaro i Figaros bröllop och Papageno i Trollflöjten. 1903 engagerades han vid Kungliga Teatern, där han sedan var anställd till 1944.
Stiebel tilldelades medaljen Litteris et Artibus 1921.

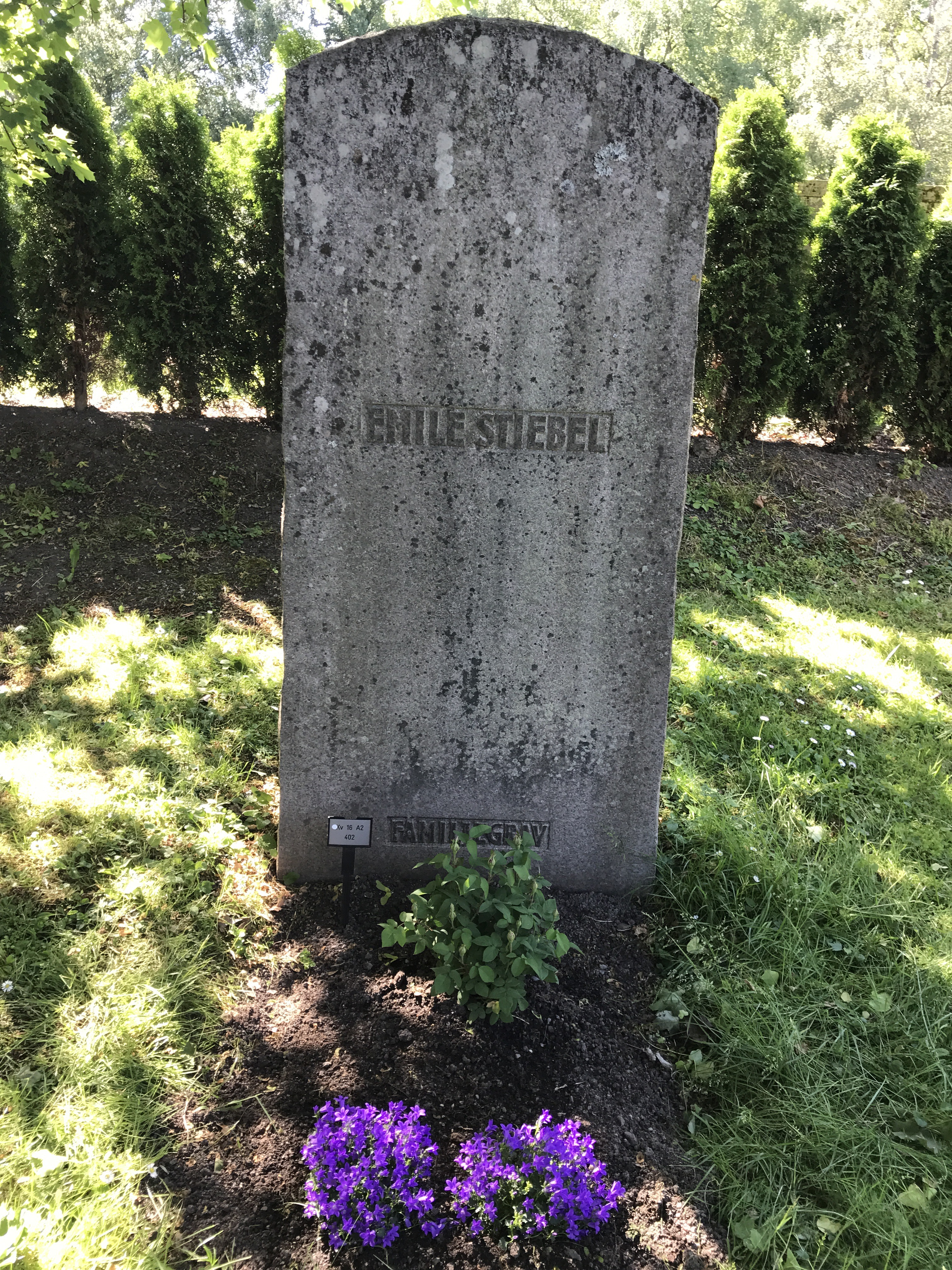
Gravvård på Norra begravningsplatsen.

Stiebel var bosatt på Östermalm i Stockholm som ung  och mellan 1926 och 1941 bodde han i Villa Wållgren i Storängen i Nacka. Han var initiativtagare till grundandet av Föreningen Klippan Amatörerna Folkdanslag 1949. 
Emile Stiebel är begravd på Norra begravningsplatsen utanför Stockholm.

## Filmografi
- 1910 – Bröllopet på Ulfåsa
- 1910 – Emigrant
- 1910 – Regina von Emmeritz och Konung Gustaf II Adolf
- 1911 – Järnbäraren
- 1920 – Gyurkovicsarna
- 1924 – Livet på landet
- 1928 – Synd
- 1936 – Familjen som var en karusell
- 1938 – Vi som går scenvägen
- 1942 – Sexlingar
- 1945 – Trötte Teodor
- 1949 – Sjösalavår
- 1949 – Pippi Långstrump

## Diskografi
- Den siste sångarfursten = The last singing despot. Caprice CAP 21586 (4 cd). 1998. - Innehåll: Figaros bröllop (Mozart). Stiebel som Doktor Bartholo. Inspelad 1937.

## Operaroller i urval
- Bartholo i Barberaren i Sevilla
- Toreadoren i Carmen
- Tonio i Pajazzo
- Alberich i Nibelungens ring
- Joussaume i Advokaten Pathelin.

## Teater

### Roller
| År   | Roll                      | Produktion                        | Regi                | Teater                   |
| ---- | ------------------------- | --------------------------------- | ------------------- | ------------------------ |
| 1942 | Michael                   | På livets botten Maksim Gorkij    | Jura Tamkin         | Blancheteatern           |
| 1947 | Escalus, en gammal hovman | Lika för lika William Shakespeare | Lars-Levi Læstadius | Helsingborgs stadsteater |